# Masterplast

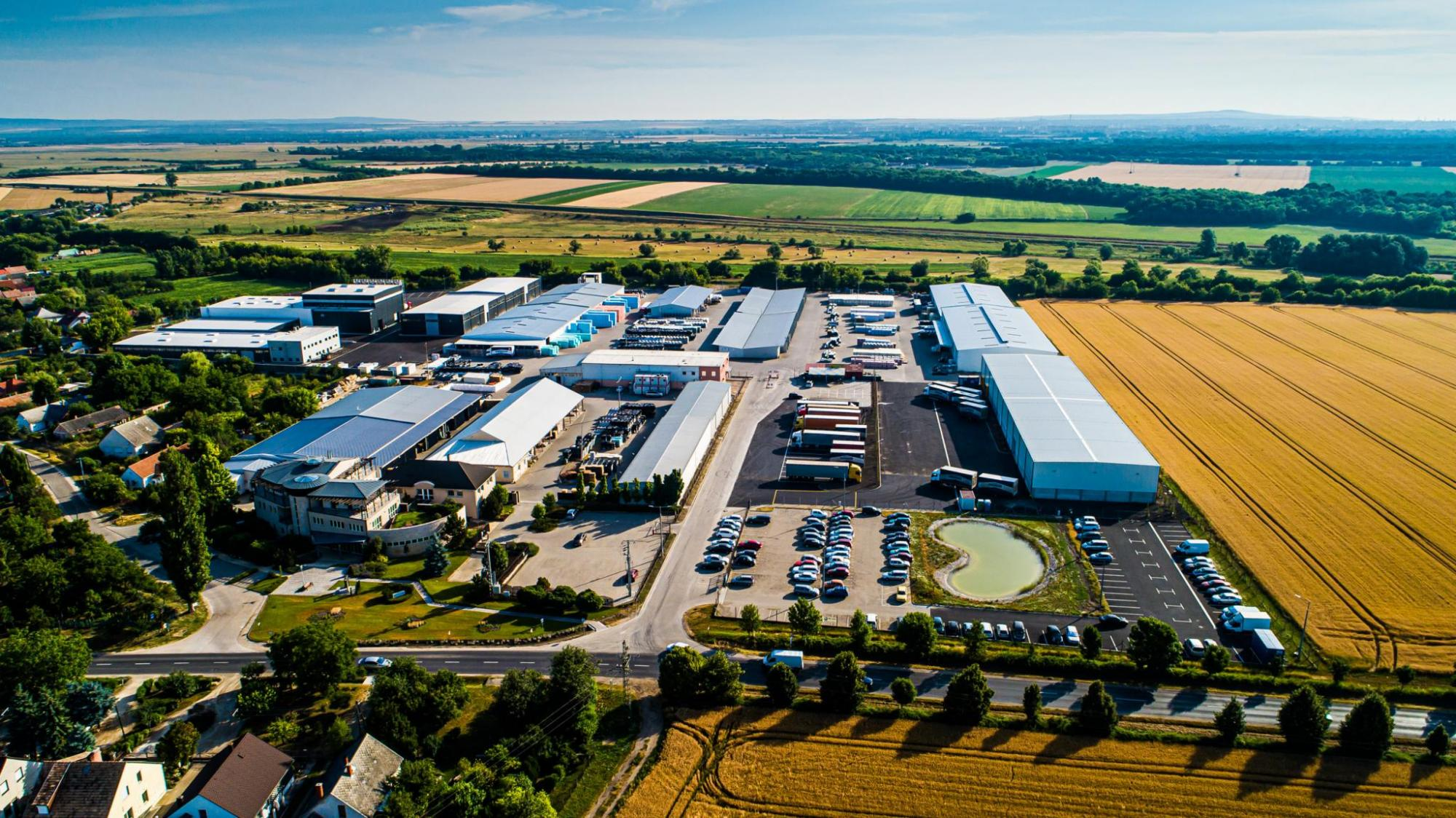
Masterplast központ – Sárszentmihály

A Masterplast 1997 óta működő, a közép-európai régió legnagyobb magyar tulajdonú építőanyag gyártó vállalata, több, mint 190 millió euró éves árbevétellel és közel 1200 munkatárssal. 9 országban rendelkezik leányvállalattal, de az export tevékenységen keresztül, teljes Európát lefedi.
Fő profiljába tartozik a hungarocell és egyéb habosított műanyag-alapú szigetelő anyagok gyártása (homlokzati hőszigetelő rendszerek, tetőfóliák, hő- hang- és vízszigetelő anyagok) és számos építőipari kiegészítőtermék kereskedelme. anyag 2021-től pedig illetve egészségügyi termékek forgalmazásával, és egészségipari alapanyagok  előállításával bővítette portfólióját.

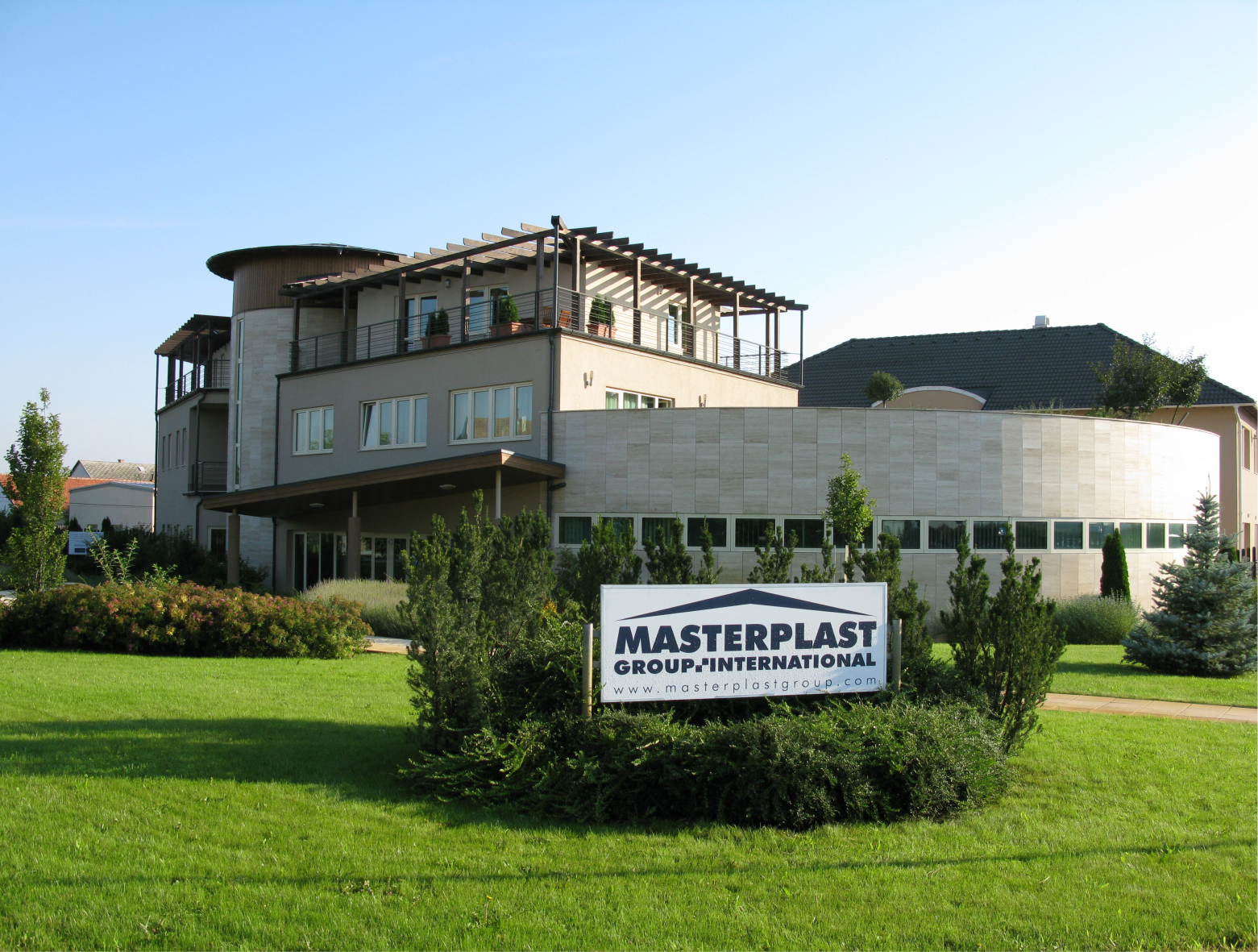
Masterplast központ – Sárszentmihály

## Cégtörténet
A Masterplast 2022-ben ünnepli 25 éves megalapításának évfordulóját. Fejlődésének legfontosabb állomásai alább olvashatók.

### Cégalapítás
1997, Székesfehérvár: Tibor Dávid és Ács Balázs megalapítja a Masterplast Kft-t. A kezdetben 5 fős cég fő tevékenysége az építőanyag kereskedelem volt – tetőfóliák, üvegszövet hálók és építőipari kiegészítő termékeket forgalmaztak.
A vállalkozás alig két év alatt Magyarország piacvezető szereplőjévé vált az említett iparágban – dinamikus növekedését elsősorban a vevőközpontúság, megbízható termékkínálat és rugalmas szolgáltatáspaletta biztosította.

### Európai terjeszkedés
1999-ben a már sikeresen kialakított üzleti modellel nemzetközi terjeszkedést célzott meg a vállalat. A 3 éves folyamat eredményeként 2002-re elérték, hogy a Kárpát-medence és a Balkán térségben 5 leányvállalatuk üzemeljen, 2005-re pedig közép-európai régiós szintű vállalatként válhatott ismertté a Masterplast Csoport. A csoport ez idő tájt már 8 országra kiterjedően folytatott építőanyag-kereskedelmi tevékenységet – e leányvállalati portfolió alapján üzemel a cégcsoport napjainkban is.
2012-től folyamatos bővülés jellemzi a cégcsoport export tevékenységét, amelynek eredményeként 6 év alatt, 2018-ra már 41 országra kiterjedő piaci jelenléttel rendelkezett a vállalat.

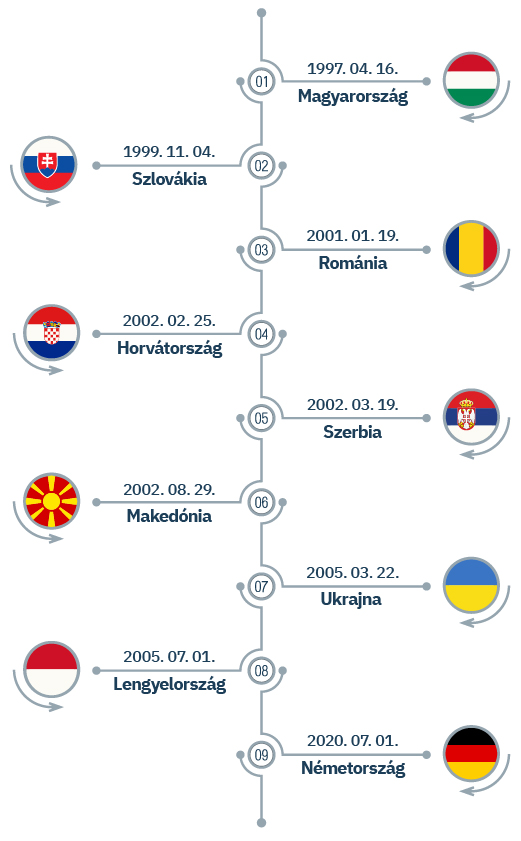

A mára teljes Európában működő kereskedelmi tevékenység a 9 országot  lefedő vállalati struktúra kialakulását és az egységek elhelyezkedését az alábbi felsorolás mutatja:
- 1997.04.16: Magyarország
- 1999.11.04: Szlovákia
- 2001.01.19: Románia
- 2002.02.25: Horvátország
- 2002.03.19: Szerbia
- 2002.08.29: Macedónia
- 2005.03.22: Ukrajna
- 2005.07.01: Lengyelország
- 2020.07.01: Németország

### Gyártóvá válás
Az egyre növekvő termékigények kielégítése folyamatos kihívást jelentett a Masterplast számára, így megszületett a döntés, hogy kereskedelmi cégből gyártó vállalattá alakuljon át, biztosítva a stabil termékhátteret, folyamatos ellátást és a szortiment bővítését.
Az első gyártó üzem a magyarországi Kálon kezdte meg tevékenységét 2005-ben, fő profilja a habosított polietilén termékek és szárazépítészeti profilok gyártása volt. 
A következő gyártóegység 2008-ban indult Szabadkán (Szerbia), EPS polisztirol lemezek és homlokzati élvédő profilok előállítására fókuszálva.
2012 is mérföldkőnek tekinthető a gyártás fejlesztésében, mivel ekkor kezdődött meg az üvegszövet háló termékek előállítása – és a folyamatos növekedésnek köszönhetően 2022-ben elmondható, hogy a Masterplast a 2. helyen áll a legnagyobb európai üvegszövet gyártók listáján (150 millió négyzetméteres gyártói kapacitással).

### Tőzsdére lépés
2011. november 29-től a társaság megtalálható a Budapesti Értéktőzsdén. 
2012-ben sikeres tőzsdei tranzakció révén tőkeemelés történt, 2017 októberétől pedig a Budapesti Értéktőzsde prémium kategóriájába kerültek a Masterplast részvényei. A válságálló tevékenységnek és a folyamatosan javuló eredményességnek hála 2020-ban a BÉT legmagasabb árfolyamnövekedést mutató részvénye lett a Masterplast, 2021. március 16.-tól kezdve pedig a BUX index és BUMIX indexekben is megtalálható.

## Masterplast csoport

### Leányvállalatok
Leányvállalatival együtt napjainkban 9 európai országban van jelen a Masterplast, a magyar iroda- és gyártóegységek mellett megtalálható Szlovákiában, Romániában, Horvátországban, Szerbiában, Macedóniában, Ukrajnában, Lengyelországban és Németországban is.

## Ipari szegmensek
A Masterplast két fő ipari szegmensben tevékenykedik: az építőiparban és az egészségiparban.

### Építőipar

#### Homlokzati hőszigetelő rendszerek és elemei
A Masterplast egyik legfőbb termékcsoportját a homlokzati hőszigetelésre használt anyagok alkotják: az EPS polisztirol, grafitos EPS polisztirol és kőzetgyapot anyagok segítségével a korszerű és szigorú energetikai követelményeknek megfelelő homlokzati hőszigetelő megoldások építhetők. 
Az országon végigvonuló épületszigetelési hullám (a családi házaktól a panelprogramon át) célja az energetikai költségek megtakarítása mellett az esztétikai fejlesztésekre is kiterjed – ehhez biztosítja a Masterplast a minőségi alapanyagokat, beleértve az EPS hungarocellt, üvegszövetet, homlokzati profilokat, dübeleket, ragasztókat, stb.

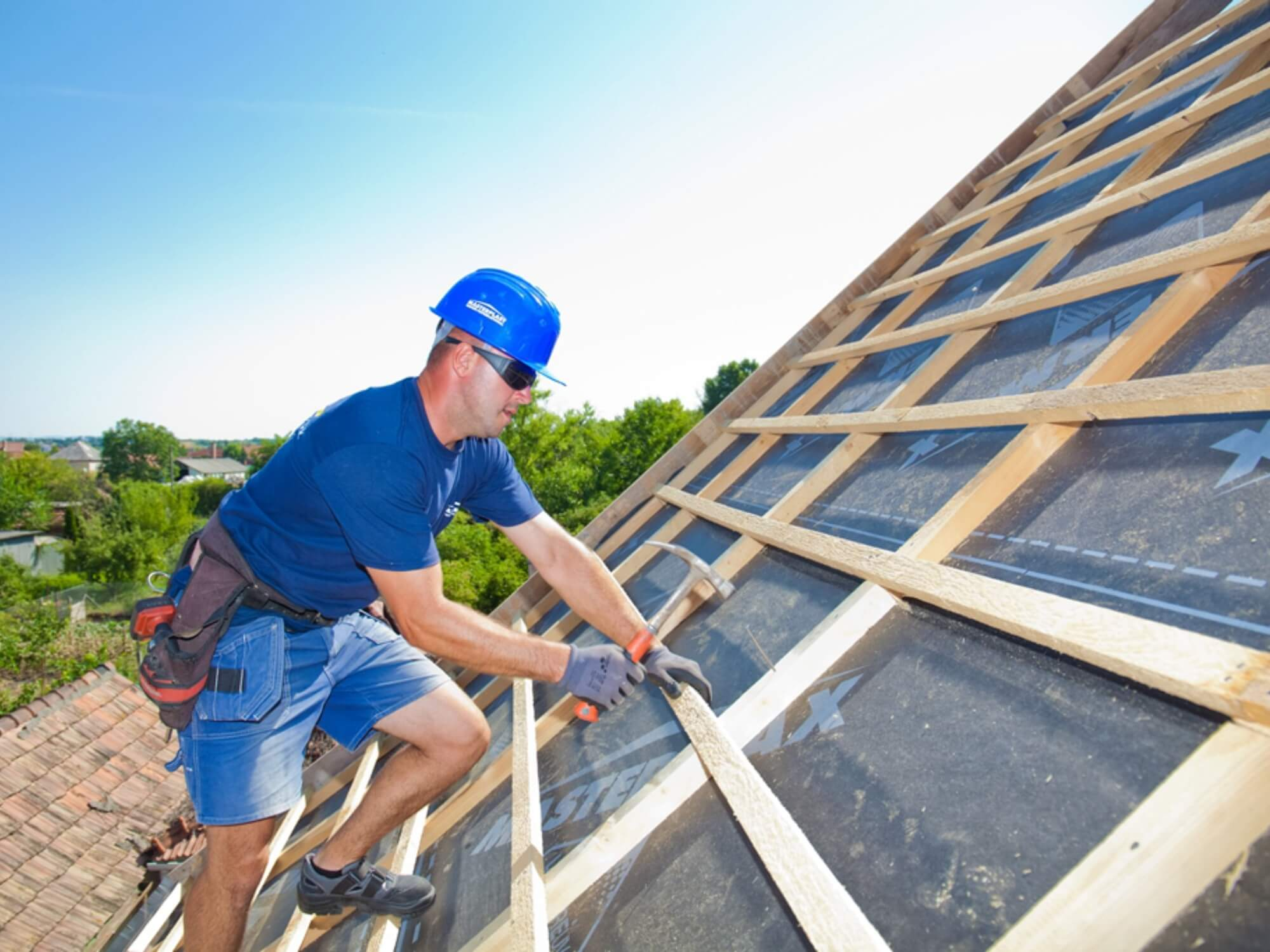
Tetőfedés

#### Tetőfóliák és tetőkiegészítők
Több mint 20 éves tapasztalattal a tetőfólia-termékek 40+ típusát gyártja és értékesíti a Masterplast: a Mastermax, Masterfol és Isoflex néven elérhető termékcsaládok lefedik az olcsóbb, gazdaságos és a prémium termékkategóriákat is. 
A kínálatban megtalálhatók az úgynevezett diffúziós és tradicionális tetőfóliák is, ugyanígy az alutükrös és párazáró tetőfólia-megoldások.

#### Szárazépítészeti rendszer
A szárazépítészet, vagyis a gipszkarton falazási munkálatok legfőbb alapanyagai is megtalálhatók a Masterplast kínálatában: ezek a gipszkarton (normál, impregnált és tűzálló kivitelben is), különböző szárazépítészeti profilok, kiegészítők, gipszek, ragasztók.
E termékek megfelelnek a vonatkozó harmonizált európai szabványnak illetve a magyar A-256/2015 Nemzeti Műszaki Értékelésben meghatározott tűzvédelmi és zajvédelmi követelményeknek is, továbbá CE jellel rendelkeznek.

#### Hő-, hang- és vízszigetelő anyagok
Az épületeink védelmére használt hő- hang és vízszigetelő anyagok a Masterplast egyik fő termékprofilját képezik. Kínálatában megtalálhatók az EPS polisztirol, XPS expandált polisztirol, illetve az üveggyapot, kőzetgyapot és különféle habosított polietilén hőszigetelő anyagok, számos típus és méretvariációban. Termékeik megfelelnek az egyre szigorodó épületenergetikai követelményeknek.

#### Építőipari kiegészítő termékek
A fentebb említett főbb termékprofilok mellett a Masterplast megoldást kínál a kiegészítő igényekre is – így kínálatukban megtalálhatók például ragasztók, vakolóprofilok, fóliák, zsákok, stb. is.

### Egészségipar

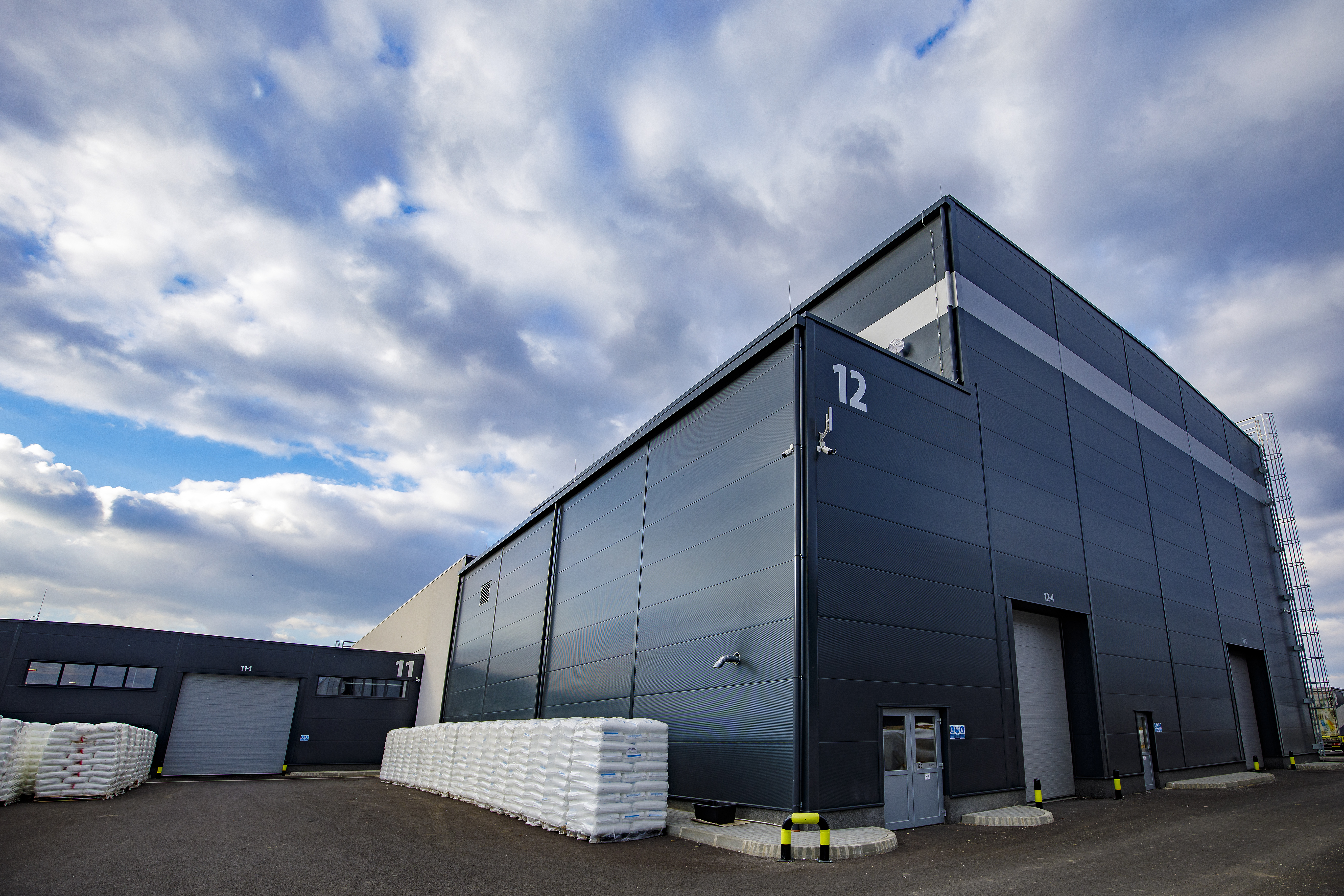
Masterplast Medical

#### Egészségügyi késztermékek
A Masterplast csoport tagja, a Masterplast Medical 2021-től van jelen az egészségügyi termékek piacán. Kifejezetten e célra létesített üzemekben történik a gyártás, az iparág minden igényének szem előtt tartásával, számítógép-vezérelt, automatizált gyártási folyamatokkal. Az előállítás során keletkező hulladékok újrahasznosítása pedig fontos részét képezi a cég zöld stratégiájának.
Fő termékkategóriák:
- Egyéni védőruházati termékek: COVID overál, zsilipruha, cipővédő, látogató kabát, védőköpeny, műtéti sapka, hajháló
- Lepedők és egyéb egészségügyi textíliák: ágynemű, vizsgálóasztal takaró, egészségügyi izolációs függöny
- Ágybetét és matrac védő textíliák: inkontinencia ágybetét, betegágy védőtakaró

#### Egészségipari alapanyag termékek
Magyar és német üzemeiben a vállalat számos egészségipari alapanyagot és félkész terméket is előállít az úgynevezett nonwoven (nem szőtt) technológia segítségével. A technológiai lehetőségek kombinálásával termékváltozatok széles körét állítják elő, az anyagtulajdonság, szín, vastagság és méretválaszték tekintetében egyaránt, a felhasználási lehetőségek széles skáláját kínálva egészségipari partnereik számára.
Az előállított egészségipari alapanyag termékek két fő csoportja:
- Polipropilén és polietilén nonwoven egyrétegű flízek
- LINOPORE és LINOBARRIER – többrétegű, filmréteggel kombinált nonwoven egészségipari textíliák (félkész termék)

## Gyártás
A gyártó CE jeles termékei megfelelnek az európai minőségi követelményeknek és a különböző iparági szabványoknak is. Rugalmas gyártásszervezésével számos egyedi igényt is kiszolgálnak, mindez folyamatos és szigorú minőségbiztosítás keretében történik.

### Gyártó pontok

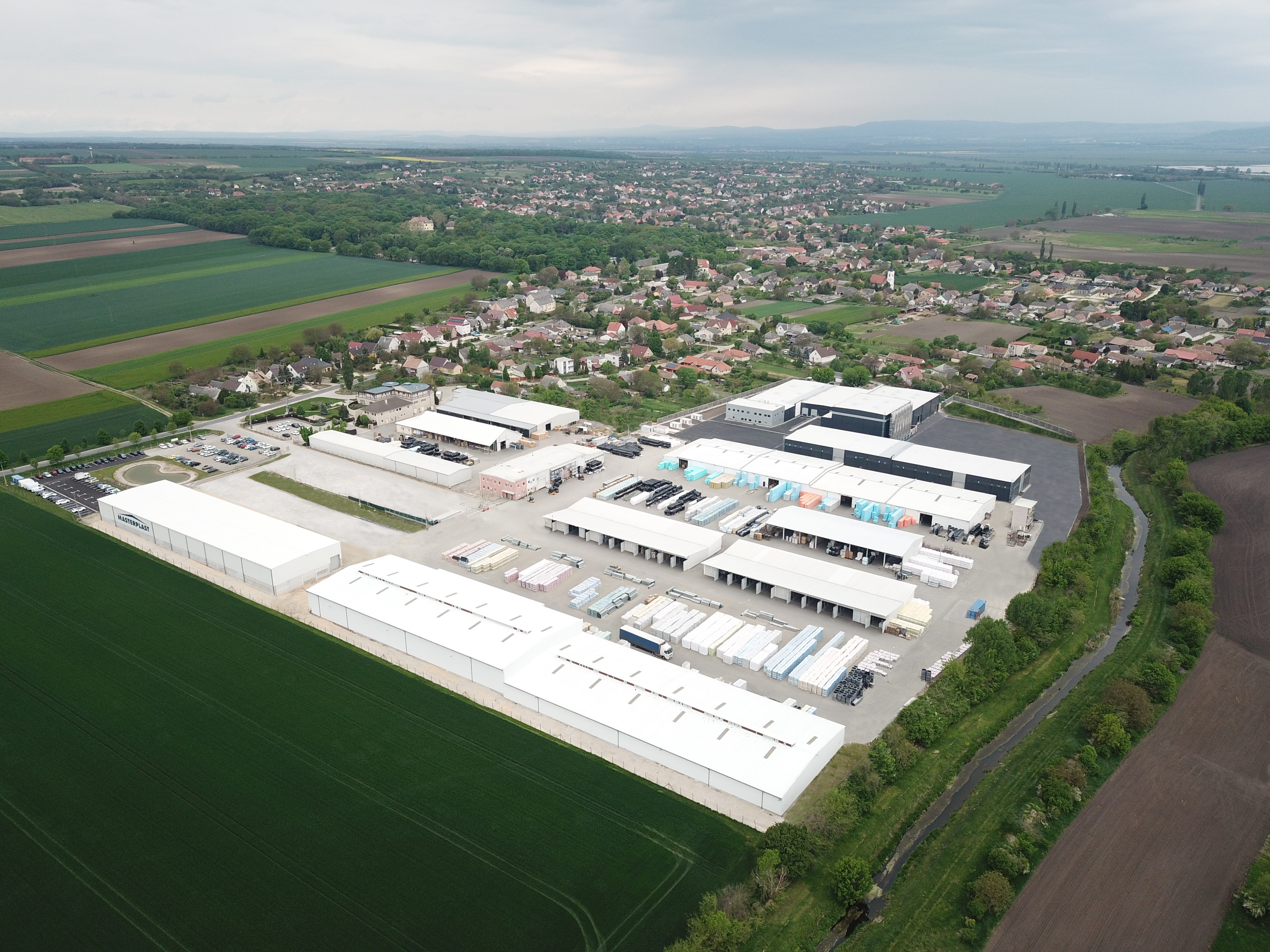
Masterplast – Sárszentmihály

#### Sárszentmihály
A cégcsoport székhelye és központi üzeme található itt, több, mint 30 millió négyzetméter felületű éves tetőfólia gyártással – 2020-tól kezdve pedig egészségügyi termékek előállításával bővítették a gyártói kapacitást.
Fő termékek:
- Tetőfóliák: Mastermax és Masterfol termékek, rugalmas perszonalizálási és konfekcionálási szolgáltatásokkal
- Egészségipari textíliák: a Masterplast Medical márka alá tartozó úgynevezett nem-szőtt (angolul nonwoven) egészségügyi textíliák előállítása
- Egészségügyi késztermékek: orvosi overál, műtős ruha, zsilipruha, lábzsák, fejvédő sapka, sebészeti és izolációs lepedők

#### Kál
A Masterplast csoport első gyártóbázisa a Heves vármegyei Kálon található, itt 2005-ben indult a termelés. Itt elsősorban habosítottpolietilén-előállítás és különböző szárazépítészeti profilok gyártása történik, az ISO9001 és ISO14001 szabványoknak megfelelően. Közel 100 alkalmazott dolgozik Kálon, folyamatos kapacitásnövekedés és bővülés jellemzi az üzemet.
Fő termékek:
- Habfólia: a Masterfoam néven elérhető habosított polietilén anyag, amelyet az építőiparban és csomagolóiparban használnak
- Építőipari fóliák: az Isofoam névre keresztelt habfóliákat építőipari aljzatkiegyenlítésre, illetve hő- és hangszigetelésre használják
- Csomagolóipari termékek: habok és habtáblák előállítása a csomagolásvédelmi igények kielégítésére
- Szárazépítészeti profilok: gipszkarton falazáshoz használt kiegészítő termék előállítása

#### Szabadka
Ez a cégcsoport legnagyobb és leggyorsabban fejlődő gyártóbázisa. Több, mint 600 munkatárs dolgozik itt.
Fő termékek:
- EPS polisztirol: az ETICS követelményeknek megfelelő HUNGAROCELL és ISOMASTER EPS anyagok gyártása, amelyeket homlokzati hőszigetelő rendszerekben használnak
- ETICS profilok: A homlokzati hőszigetelő rendszerek kiegészítő hálós élvédő profiljai
- XPS szigetelőanyag (jövőben): szintén Szabadkán, egy 5,05 milliárd forintból létesülő modern, környezetbarát üzem 2023 elején kezdheti meg a működést, körülbelül 200 ezer köbméteres éves termelési kapacitás céljából.

#### Akvizíciókkal bevont gyártó pontok
A Masterplast saját üzemei mellett magyar és külföldi akvizíciókkal is bővíti kapacitását illetve szakértelmét.

##### Zalaegerszeg / Hajdúszoboszló
E két üzem a T-CELL PLASTIC Kft. tulajdona, melyben 2019-ben szerzett részesedést a Masterplast csoport. A  két üzem együttesen akár 300000 négyzetméter éves EPS (extrudált polisztirol) előállítására is képes.  A két magyar vállalat együttműködése tovább erősítette a Masterplast meglévő gyártói hátterét is, amelyet a kapacitás növekedése és a kedvező gyártói logisztikai adottságok jellemez.

##### Csór
A csóri gyár 2020-ban került a Masterplast Csoport tulajdonába, a Fidelis-Bau Kft.-től. Az akvizíció eredményeként említhető a Masterplast zöld programjának elindítása is (Hungarocell Zöld Program néven): az építkezéseken megmaradt tiszta-vágott hungarocell és XPS polisztirol maradékait visszagyűjti a cég, és korszerű újrahasznosítási technológiával Thermobetont állít elő. A Thermobeton egy könnyűbeton szigetelő adalékszer, amely víz és cement hozzáadásával terhelhető szigetelőanyagot képez (pl. padlásfödémek szigetelésére, lejtésképzésre, medence test betonozásra is használható).

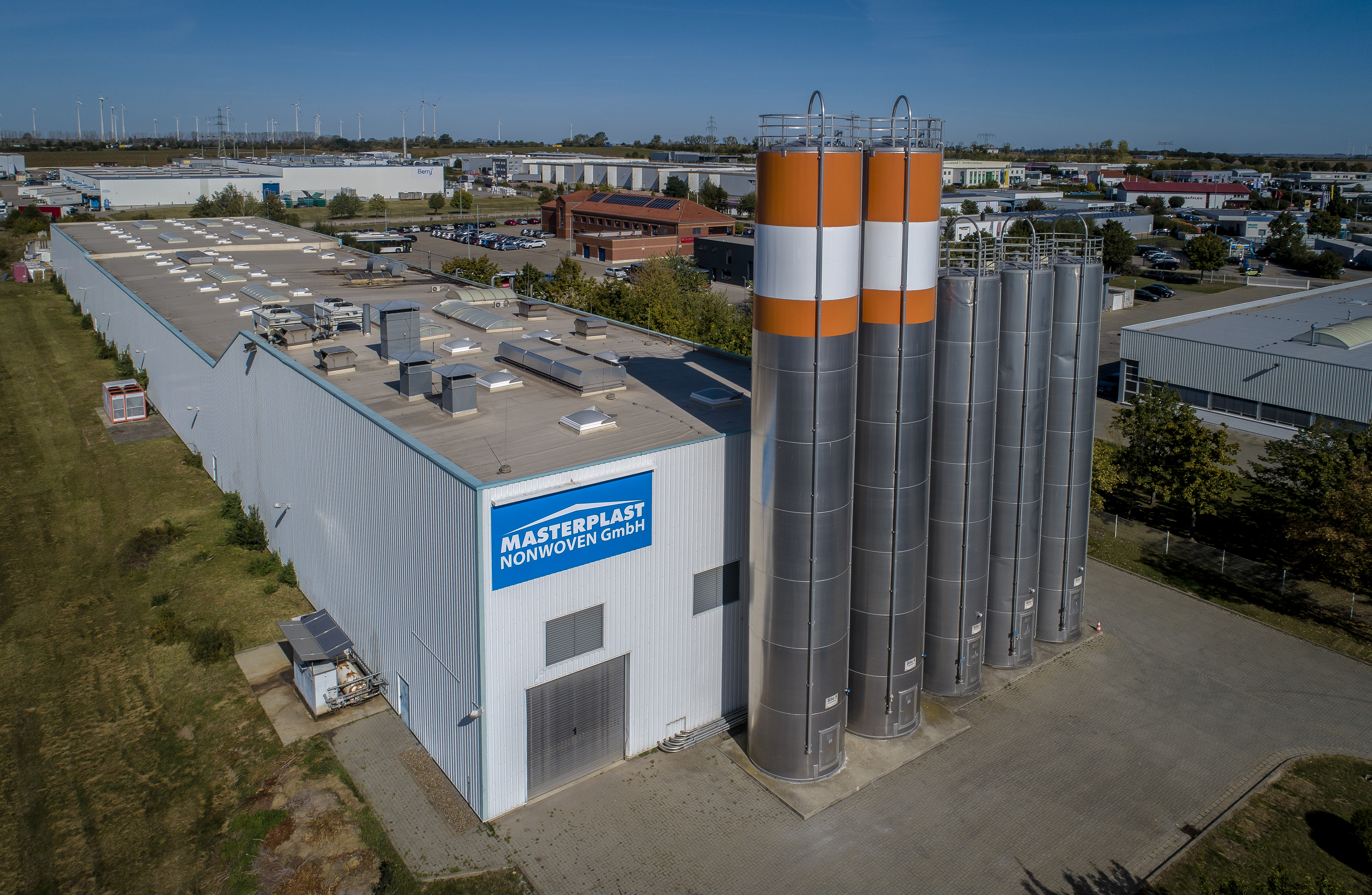
Aschersleben gyár

##### Aschersleben, Németország
Ez a Masterplast csoport legújabb leányvállalata – jogilag a Masterplast Nonwoven GmbH céghez tartozik. Az üzem a nem-szőtt (non-woven) textíliák előállítására szakosodott, több évtizedes szakértelemmel rendelkezik, ennek köszönhetően történik a gyártás számos iparág számára: az építőipar, egészségipar, higiénia, járműipar, mezőgazdaság, légtechnika, élelmiszeripar, és lakástextília ipar, egyaránt széles körben használja az üzemben gyártott flíz anyagok különböző tulajdonságú változatait. Az üzem professzionális adottságai akár az évi 8000 tonna anyaggyártási kapacitásra is lehetőséget kínálnak. 

## Tőzsde
A cégcsoport 2011 november 29-től található meg a Budapesti Értéktőzsdén: 2017 októberétől a BÉT prémium kategóriájába tartozik, 2020-ban pedig a BÉT legmagasabb árfolyamnövekedést mutató részvénye lett a Masterplast (122,7 millió euró árbevétellel). 

## Fenntarthatóság
A Masterplast vállalati értékeinek egyik jelentős eleme a környezetvédelem és a fenntarthatóság: a gyártási folyamatok ezzel összhangban zajlanak, továbbá folyamatos fejlesztések történnek az ökológiai lábnyom csökkentésére és az újrahasznosításra. Ilyen például a Hungarocell Zöld Program is, a cégcsoport 2020-ban bevezetett körforgásos gyártási modellje.

### Hungarocell Zöld Program
A hazai építőiparban elsőként elindított körforgásos gazdálkodási rendszer, melynek lényege, hogy a Hungarocell polisztirol és XPS termékek beépítése során keletkező hulladékokat és fel nem használt anyagokat a vállalat begyűjti, és visszailleszti a gyártási folyamatba – az anyagok feldolgozásával így újra hőszigetelő anyagot állít elő.
A program elindítását a környezetvédelmen felül további tényezők is kiváltották. Ilyen például a hazai jogszabályok változása, amely szigorítja az építőipari hulladékok kezelését, markánsan emelve a lerakási díjakat, továbbá szigorúbban büntetve a szabályszerűtlen lerakásokat. 
A felhasználás során keletkező maradék anyagok körkörös gazdálkodási rendszerekbe szervezésének köszönhetően jelentős mértékű hulladékcsökkentés érhető el. Becslések szerint az említett termékekből származó hulladék éves szinten elérheti a 100000 köbmétert is – ebből már a program legelső évében is 10000 köbméter visszaforgatása valósult meg. A programban egyre több vállalat vesz részt – 2021-ben pedig elnyerte a Magyar Üzleti Felelősség Díjának “Legjobb innováció a körkörös gazdaságért” kategóriáját (a CSR Hungary szervezésében).